# 囝囝女女730
《囝囝女女730》（Youngster Show Time）是香港電視娛樂有限公司製作的音樂綜藝節目。
節目每集節目首15分鐘由不同主題的清談環節，之後15分鐘為對決環節和娛樂新聞環節「3 分鐘熱度」，惟第31集開始網上重溫中「3分鐘熱度」環節會獨立上載。
本節目第1至30集及第51至104集由「FWD富衛保險」冠名贊助。第1至99集為第一季，由2021年6月7日起，節目開始第二季，並換上全新主持陣容。

## 藝員
本節目主持如下：
- 主持（第1-59集）：[4]
  - 星期一：強尼
  - 星期二：岑日珈（第2-27集）、沈殷怡
  - 星期三：楊樂文（Lokman）、邱傲然（Tiger）
  - 星期四：王智德（Alton）、陳瑞輝（Frankie）
  - 星期五：黃正宜（阿正）
- 主持（第60-99集）：
  - 星期一、五：黃正宜（阿正）
  - 星期二：李炘頤（Alina）、張右雨（右雨）
  - 星期三：楊樂文（Lokman）、王智德（Alton）、邱傲然（Tiger）、陳瑞輝（Frankie）（輪流主持）（第62-82集）；不設主持（第87-97集）
  - 星期四：不設主持
- 主持（第100-163集）：
  - 星期一：王智德（Alton）、邱傲然（Tiger）、陳瑞輝（Frankie）（輪流主持）
  - 星期二：P1X3L
  - 星期三：陳葦璇、陳澤言（CY）、張右雨（右雨）
  - 星期四：鄭伊琪（浩南）、徐蒨寧（阿姨）、馮寶欣（細細粒）
  - 星期五：星期一至四的主持（輪流主持）
- 主持（第164-301集）：
  - 星期一：陳葦璇、張右雨（右雨）、李浩軒（Will）、海淦清（T-Max）、劉瑞祈（K Lau）、陳澤言（CY）、黃劍文、葉巧琳[註 2]、李炘頤[註 3]
  - 星期二：P1X3L、曾比特[註 4]
  - 星期三：曾贊學（阿神）、張沛樂（沙律）、鄧家禮（Vincent）
  - 星期四：鄭伊琪（浩南）、徐蒨寧（阿姨）、馮寶欣（細細粒）、李文潔（Liz）、倪安慈（阿慈）[註 5]
  - 星期五：星期一至四的主持（輪流主持）
- 造星囝女（第1-99集）：趙祥誠（Ben）、陳葦璇、陳毅燊（ANSONBEAN）、雲浩影（Cloud）、葉巧琳（Mischa）、黃劍文（Kimman）、陳澤言（CY）、張右雨、張進翹（Manson）、鍾諾言（NY）、潘緻慧（Waiwai）、李靜蓮／李炘頤（Alina）、劉瑞祈（KLAU）、張凱娸（Kiki）、鄺旨呈、羅振峰（Vincent）、陳樂頤（阿左）、麥詠楠（Buber）、羅凱鈴（Judas）、伍劭行（泰倫斯）、王嘉莉（k.ELLY）、江宏基（Timo）、許紹燊（小新）、楊甯、海淦清（T.Max）、黎蘊芝（Dilys）、方芷欣（方方）、黃欣欣（SingSing）、鄭嘉欣（Christine）、劉若寶（Polly）、蔡寶欣（Pony）、蘇家欣（Bee）、歐國成（Travis）、林詠倫（Alan）、李浩軒（Will）、戴鎧霖（JD）、翁煒桐（阿拼）、龔柯允（馬拉Karen）、蘇楚欣（Sobi）、李明憲（班長）、田見超（田中）
- 730大樂隊：CMgroovy、Dull、Mark Tai
- 娛樂新聞主播：文桂琪

## 節目環節
節目第一節主要與嘉賓訪談，第二節就會有「造星囝女」參加對決，節目最後用娛樂新聞環節「3 分鐘熱度」完結（第82至84集除外）。
|        | 星期一       | 星期二         | 星期三           | 星期四       | 星期五          |
| 第一節 | 歌手生存之道 | 一班女人嘈過噓 | 藝人是怎樣煉成的 | 男人無盡欷歔 | Art Viu Theatre |
| 第二節 | 非正常Battle | 非正常Battle   | 非正常Battle     | 非正常Battle | 非正常Battle    |
| 第二節 | 3 分鐘熱度   |                |                  |              |                 |

## 嘉賓

### 第一季
線上為造星囝女，線下為嘉賓

| 集數   | 日期             | 星期一                                                                                    | 星期二                                              | 星期三                                                                        | 星期四                                                                     | 星期五                                                               | 電視直播收視 |
| 2021年 |                  |                                                                                           |                                                     |                                                                               |                                                                            |                                                                      |              |
| 1－5   | 1月18日－1月22日 | 陳葦璇、葉巧琳、陳澤言鄭欣宜                                                              | 潘緻慧、張右雨、李靜蓮、張凱娸柯翠婷（盤菜瑩子）    | 張凱娸、ANSONBEAN、鄺旨呈、張右雨陳郁憲                                       | 羅振峰、張進翹、ANSONBEAN、鄺旨呈文卓森                                    | 雲浩影、羅凱鈴、麥詠楠、伍劭行伍仲衡                                 | 沒有資料     |
| 6－10  | 1月25日－1月29日 | 陳葦璇、葉巧琳、陳澤言林奕匡                                                              | 陳葦璇、麥詠楠、王嘉莉鄧麗英                        | 羅凱鈴、王嘉莉、伍劭行羅沛琪                                                  | 楊甯、江宏基、許紹燊、趙祥誠梁祖堯                                         | 劉瑞祈、海淦清、鍾諾言、黃欣欣譚淇淇                                 | 沒有資料     |
| 11－15 | 2月1日－2月5日   | 陳澤言、劉瑞祈、鍾諾言、黃欣欣鍾舒漫                                                      | 陳葦璇、黎蘊芝、潘緻慧、方芷欣鄧駿銘（Zero）        | 許紹燊、鄭嘉欣、葉巧琳、劉若寶陳嘉倩                                          | 劉瑞祈、海淦清、羅振峰方家諾（Rock Sir）                                   | 陳樂頤、黃劍文、方芷欣吳林峰                                         | 沒有資料     |
| 16－20 | 2月8日－2月12日  | 陳澤言、李靜蓮、張進翹、黃劍文許廷鏗                                                      | 鄭嘉欣、葉巧琳、劉若寶黃可盈                        | 陳葦璇、蔡寶欣、劉若寶、海淦清蔡瀚億、劉皓嵐                                  | 海淦清、劉若寶、蘇家欣雲文子                                               | 海淦清、劉若寶、蘇家欣梁業                                           | 沒有資料     |
| 21－25 | 2月15日－2月19日 | 陳澤言、張進翹、葉巧琳、陳葦璇C AllStar                                                   | 陳樂頤、潘緻慧、王嘉莉、黃欣欣雪姨（Sharon Yung）   | 陳澤言、劉瑞祈、李靜蓮、趙祥誠JoJo、Beyond                                    | 歐國成、鄺旨呈、林詠倫、江宏基岑珈其                                       | 劉瑞祈、李浩軒、張進翹FIESTER                                        | 沒有資料     |
| 26－29 | 2月22日－2月26日 | 陳澤言、葉巧琳、張進翹、海淦清林二汶                                                      | 王嘉莉、鄭嘉欣、劉若寶魏浚笙、倪晨曦                | 暫停播映                                                                      | 戴鎧霖、潘緻慧、羅凱鈴余迪偉                                               | 王嘉莉、羅振峰、田見超、劉瑞祈王啟豪（崔建芒）                       | 沒有資料     |
| 30－34 | 3月1日－3月5日   | 陳澤言、戴鎧霖、蘇家欣小肥                                                                | 蔡寶欣、葉巧琳、陳葦璇、黃欣欣黃佑誠（Ricky Kazaf） | 趙祥誠、鄺旨呈、劉瑞祈、王嘉莉曾比特、郭偉亮                                  | 陳葦璇、葉巧琳、李浩軒林奕匡                                               | 陳葦璇、翁煒桐、麥詠楠韋羅莎                                         | 沒有資料     |
| 35－40 | 3月8日－3月12日  | 陳澤言、陳葦璇、夏子涓泳兒                                                                | 潘緻慧、劉若寶、黃欣欣、方芷欣莊韻澄                | 方芷欣、黃欣欣、羅振峰梁德忠（Tank）                                          | 張進翹、張右雨、夏子涓鄭融                                                 | 劉瑞祈、陳葦璇、鄺旨呈、海淦清蘇子麟（Heartgrey）                    | 沒有資料     |
| 40－44 | 3月15日－3月19日 | 陳澤言、許紹燊、李浩軒馮允謙                                                              | 陳葦璇、鄭嘉欣、葉巧琳、蔡寶欣趙慧珊                | 蔡寶欣、田見超梁文賢（Godric）、劉兆豐（肥豐）                                | 歐國成、黃劍文、雲浩影林二汶                                               | 張進翹、葉巧琳、陳樂頤SENZA A Cappella                               | 沒有資料     |
| 45－49 | 3月22日－3月26日 | 陳澤言、龔柯允、蘇家欣陳凱詠                                                              | 張右雨、潘緻慧、李炘頤石詠莉                        | 方芷欣、黃欣欣莊駿源（Angus）、葉鎮浩（Hottick）                              | 歐國成、鄺旨呈、蘇家欣洪卓立                                               | 歐國成、鄺旨呈Zpecial                                                | 沒有資料     |
| 50－54 | 3月29日－4月2日  | 陳澤言、羅振峰、王嘉莉林欣彤                                                              | 葉巧琳、田見超、劉若寶黃妍                          | 李炘頤、楊甯李祉均                                                            | 黃劍文、麥詠楠、夏子涓關心妍                                               | 羅振峰、陳樂頤JokeGoBand（泰山、Kenny、蛇仔明）                      | 沒有資料     |
| 55－59 | 4月5日－4月9日   | 陳澤言、歐國成、陳樂頤陳蕾                                                                | 鄺旨呈、張右雨、王嘉莉、黃欣欣—                     | 鄺旨呈、王嘉莉Henry、Tiffany、Angel、Sam Ng                                   | 李浩軒、潘緻慧泳兒、艾妮                                                   | 劉瑞祈、張凱娸、許紹燊、田見超per se                                 | 沒有資料     |
| 60－64 | 4月12日－4月16日 | 陳澤言、鄭嘉欣、羅振峰許靖韻                                                              | 李浩軒、陳葦璇、黃欣欣熊仔頭、Santis Chan（華哥）   | 海淦清、劉若寶、林詠倫Stanley                                                 | 陳葦璇、王嘉莉、黃欣欣、潘緻慧—                                            | 海淦清、王嘉莉MAR                                                    | 沒有資料     |
| 65－69 | 4月19日－4月23日 | 田見超、張進翹、蘇家欣受訪嘉賓：許廷鏗、林二汶、何啟華、郭嘉駿、陳柏宇、Dear Jane、黃慧君 | 鄺旨呈、劉若寶、蘇家欣曾若華                        | 蘇家欣、伍劭行黃浚銘（Boris）                                                 | 李浩軒、鄺旨呈、歐國成、海淦清—                                            | 鄺旨呈、潘緻慧ONE PROMISE                                            | 沒有資料     |
| 70－74 | 4月26日－4月30日 | 陳澤言、黃劍文、王嘉莉衛詩                                                                | 蘇楚欣、田見超、蔡寶欣Bie Lam                       | 陳葦璇、劉瑞祈、蘇楚欣—                                                       | 陳澤言、葉巧琳、陳葦璇、龔柯允—                                            | 陳樂頤、龔柯允Sanders Lau、陳輝陽x女聲合唱（悠悠、Kay、Cat Lau、蚊） | 沒有資料     |
| 75－79 | 5月3日－5月7日   | 陳澤言、羅振峰、潘緻慧雷深如                                                              | 李浩軒、蘇家欣、方芷欣紙情                          | 羅振峰、伍劭行、李明憲—                                                       | 陳葦璇、黃劍文應智越（細貓）、戴晉揚（Mark）、陳天翺（Eagle）              | 劉若寶、蔡寶欣、陳葦璇Mill                                           | 沒有資料     |
| 80－84 | 5月10日－5月14日 | —徐浩昌、魏浚笙、ERROR（梁業、何啟華、郭嘉駿）                                            | 張進翹、田見超、蔡寶欣、王嘉莉—                     | 田見超、蔡寶欣、王嘉莉—                                                       | 陳葦璇、劉瑞祈P1X3L                                                        | 蔡寶欣、麥詠楠Vivek Mahbubani（阿V）、陳卓文（肥文）                 | 沒有資料     |
| 85－89 | 5月17日－5月24日 | 陳澤言、劉若寶、歐國成曾樂彤                                                              | 潘緻慧、海淦清、蘇楚欣樊沛珈（阿Gi）                | 劉若寶、黎蘊芝李國煒（Benson）、劉兆豐（肥豐）、P1X3L（歐鎮灝、葉振弘）、Yubi | 陳葦璇、歐國成、羅凱鈴、陳樂頤、李浩軒—                                    | 羅振峰、張凱娸、方芷欣潘紹聰                                         | 沒有資料     |
| 90－94 | 5月24日－5月28日 | 陳澤言、葉巧琳、田見超駱振偉                                                              | 海淦清、劉若寶、蘇楚欣李祉均                        | 陳葦璇、劉若寶AJ、郭嘉駿、P1X3L（吳啟洋、歐鎮灝）                             | 陳葦璇、戴鎧霖、蘇家欣李國煒（Benson）、吳卓曦（Hei Hei）、許樂媛（Karen） | 海淦清、葉巧琳、麥詠楠好青年荼毒室（阿泉、劉軒、鹽叔）               | 0.9點        |
| 95－99 | 5月31日－6月4日  | 陳澤言、海淦清、蘇家欣洪嘉豪                                                              | 陳葦璇、李浩軒戴晉揚（Mark）、Dull                  | 李炘頤、江宏基、陳樂頤P1X3L（歐鎮灝、葉振弘）、Ruby                           | 陳葦璇、鄭嘉欣、劉若寶ToNick                                               | 劉瑞祈、陳樂頤周祉君、余逸思、曾贊學、李敏                           | 1.0點        |

### 第二季
| 集數                                                  | 日期               | 星期一                                                                | 星期二                                                              | 星期三                                                                                | 星期四                                                        | 星期五                            | 電視直播收視 |
| 2021年                                                |                    |                                                                       |                                                                     |                                                                                       |                                                               |                                   |              |
| 100－104                                              | 6月7日－6月11日    | 彭嘉桓（Moley）、應智越（細貓）                                       | 羅卓華（Will）、李國煒（Benson）、劉兆豐（肥豐）、莊駿源（Angus）   | 鄭中基、鍾舒祺、馮智                                                                  | Calvin Mak、鍾家豪（Kargo）                                   | 不適用                            | 0.9點        |
| 105－109                                              | 6月14日－6月18日   | 曾贊學（阿神）、張匡佑（Jason）                                       | 劉若寶、王嘉莉、葉鎮浩（Hottick）、陳軍政（Cotton）                 | 郭嘉駿、樊沛珈（阿Gi）、吳冰（阿冰）、Madboii                                         | 戴鎧霖（JD）、鍾家豪（Kargo）                                 | 不適用                            | 1.1點        |
| 110－114                                              | 6月21日－6月25日   | 陳樂頤、陳輝陽、陳輝陽x女聲合唱（潘釗彤、Kay、Cat Lau、Jamie Cheung） | 鄭伊琪、馮寶欣、劉兆豐（肥豐）、梁文賢（Godric）、崔可迪（阿Lu）    | 雲浩影、海淦清、per se、好青年荼毒室（鹽叔、豬文）                                    | 黎蘊芝（Dilys）、鍾家豪（Kargo）                              | 不適用                            | 1.1點        |
| 115－119                                              | 6月28日－7月2日    | 蔡港評（Kobbie）                                                      | 羅沛琪、詹朗林、蔡寶欣、陳郁憲                                      | 劉瑞祈、Delta T、米露迪                                                               | 蕭慶峰（薑檸樂）                                              | 不適用                            | 1.1點        |
| 120－124                                              | 7月5日－7月9日     | 嚴瀚祺（嚴祺）                                                        | 羅振峰、張凱娸、蔡曉童、程人富                                      | 雲浩影、曾比特                                                                        | Cathy                                                         | 不適用                            | 1.0點        |
| 125－129                                              | 7月12日－7月16日   | 莫健彬（Kyle）                                                        | 蘇家欣、海淦清、黎蘊芝、楊甯                                        | 雲浩影、周子涵（Kerryta）                                                             | Kibi                                                          | 不適用                            | 1.0點        |
| 130－133                                              | 7月19日－7月22日   | 陳君浩（阿Bu）                                                        | 麥兆恆（John Mak）、李祉均、麥詠楠、張右雨                          | 蘇楚欣、戴鎧霖、雷有暉、鄧建明                                                        | Cherry                                                        | 暫停播映                          | 1.3點        |
| 7月23日至8月6日因直播《奧運有得揀》，本節目暫停播映。 |                    |                                                                       |                                                                     |                                                                                       |                                                               |                                   |              |
| 134－138                                              | 8月9日－8月13日    | 李玉庭（阿餅）、鄧禮迪（迪迪仔）                                      | 黃劍文、方芷欣、曾比特、周子涵（Kerryta）                           | Kolor                                                                                 | Joe                                                           | 不適用                            | 1.3點        |
| 139－143                                              | 8月16日－8月20日   | 趙敬賢（酒粒仔）、羅啟聰（狗毛）                                      | 區子琳（Paula）、劉兆豐（肥豐）、倪安慈（阿慈）、伍劭行（泰倫斯）   | 葉巧琳（Mischa）、黃妍                                                                | Sunny                                                         | 不適用                            | 1.4點        |
| 144－148                                              | 8月23日－8月27日   | 戴晉揚（Mark）、鄧喬                                                  | 李國煒（Benson）、黃浚銘（Boris）、雨僑                             | 吳嘉禧                                                                                | ArhoTV（Sunny）、易健兒（Creamy）、黃可盈、馬仔（黃可盈男友） | 不適用                            | 1.3點        |
| 149－153                                              | 8月30日－9月3日    | 黃星叡（星叡）、范浩賢（Neal）                                        | 劉展翹（Jackie）、米露迪                                            | 吳保錡（保錡）                                                                        | 張晉雅（Selene）                                              | 不適用                            | 1.2點        |
| 154－158                                              | 9月6日－9月10日    | 施詠輝（大輝）、歐國成（Travis）                                      | 植詠珊（Cathy）、涂毓麟（Oscar）、林靜莉（Jeannie）、曾贊學（阿神） | Yellow!                                                                               | 馮卓然（Anton）、Maggie                                       | 不適用                            | 1.3點        |
| 159－163                                              | 9月13日－9月17日   | 管鋈（Wayne）、龍志權                                                 | 曾樂彤、李靖筠                                                      | 趙慧珊                                                                                | 潘啟情、Ollie                                                 | 不適用                            | 沒有資料     |
| 164－168                                              | 9月20日－9月24日   | Nowhere Boys                                                          | 林奕匡                                                              | 梁彥宗、徐㴓喬                                                                        | 王啟豪（Kyle）、李星熲（Cherry）、姜珮琪（Bella）、Barry      | 不適用                            | 1.1點        |
| 169－173                                              | 9月27日－10月1日   | 張蔓姿                                                                | 鄧麗英（麗英）                                                      | 何啟華（阿Dee）                                                                       | 馮卓然（Anton）                                               | 不適用                            | 1.2點        |
| 174－177                                              | 10月4日－10月8日   | 石山街                                                                | 布志綸                                                              | 暫停播映                                                                              | 陸俊彥                                                        | 不適用                            | 1.1點        |
| 178－182                                              | 10月11日－10月15日 | Robynn Yip                                                            | 陳凱詠                                                              | 火火、陳嘉倩                                                                          | Busboy、琳琳、阿餅、Suky                                      | 不適用                            | 1.4點        |
| 183－187                                              | 10月18日－10月22日 | One Promise                                                           | 應智越（細貓）                                                      | 譚凱倫、羅沛琪、郭子祈（James）、黃遂心（Daphne）                                     | 吉吉、馮卓然（Anton）                                         | 不適用                            | 1.0點        |
| 188－192                                              | 10月25日－10月29日 | 王丹妮、廖子妤、楊詩敏                                                | 許靖韻                                                              | 陳海寧、鄭伊琪                                                                        | 阿宗、阿狗、Samson                                            | 不適用                            | 1.1點        |
| 193－197                                              | 11月1日－11月5日   | 張文傑                                                                | 陳明憙                                                              | 徐浩昌、黃正宜、劉沛蘅                                                                | Poki、Balu、李寶君、李寶珊                                    | 不適用                            | 1.1點        |
| 198－202                                              | 11月8日－11月12日  | 小塵埃                                                                | ANSONBEAN                                                           | 郭奕芯                                                                                | 練美娟、馮卓然                                                | 不適用                            | 1.2點        |
| 203－207                                              | 11月15日－11月19日 | 張進翹、歐國成、葉巧琳                                                | 雷深如                                                              | 鄺旨呈、蔡宛珊                                                                        | 湯君慈、湯君耀                                                | 不適用                            | 0.9點        |
| 208－212                                              | 11月22日－11月26日 | Phat、Brian@廿四味                                                    | 泳兒                                                                | Artem Ansheles、李蔓瑩                                                                | 蔡穎怡                                                        | 陳祖兒（陳祖）、黃敏蕎（阿妹）    | 1.0點        |
| 213－217                                              | 11月29日－12月3日  | Zpecial                                                               | Delta T、樊沛珈（阿Gi）                                             | 陳郁憲、李昭南                                                                        | 馮卓然（Anton）、林欣彤                                       | 李凱翹（Kay）、梁式昕（Catrina）  | 1.1點        |
| 218－222                                              | 12月6日－12月10日  | 黃妍                                                                  | 曾若華                                                              | 沈殷怡、王頌茵                                                                        | 賴宇、Ted、帶子                                               | 郭嘉盈（3妹）、鄺采彤（Emi）      | 1.0點        |
| 223－227                                              | 12月13日－12月17日 | 吳林峰                                                                | 洪嘉豪                                                              | 小肥                                                                                  | 不適用                                                        | 謝裕鈴（Ling）、曾業喬（燒賣）    | 1.0點        |
| 228－232                                              | 12月20日－12月24日 | 許廷鏗                                                                | 章尾而                                                              | 《賭命夫妻》參加者：林冠文（Dennis）、蔡佩妍（Teris）、伍俊匡（阿匡）、李月兒（Luna） | Mandy、Zoe                                                    | 何佩婷（何佩）、鄭芷淇（Elka）    | 1.1點        |
| 233－237                                              | 12月27日－12月31日 | Yelo、葉佩男、葉思男                                                  | 馮允謙                                                              | 張小倫、陳浩源                                                                        | 林芊妤、Xenia                                                 | 坂部佩莎（莎莎）、鍾卓穎（Ash）   | 1.1點        |
| 2022年                                                |                    |                                                                       |                                                                     |                                                                                       |                                                               |                                   |              |
| 238－242                                              | 1月3日－1月7日     | 林奕匡                                                                | Elsie、黃正宜                                                       | 《神的女主角》參加者：鍾詠喻、何鎧彤、譚紹儀                                          | 馮卓然（Anton）、羅伊婷（Daisy）                              | 鍾君珩（Dru）、何洛瑤（Sica）     | 1.2點        |
| 243－247                                              | 1月10日－1月14日   | FIESTER                                                               | 吳嘉禧                                                              | 泰山                                                                                  | 《甜爺爺》：Bee、皓嵐公公                                     | 周芷慧（阿杰）、安希婷            | 1.4點        |
| 248－252                                              | 1月17日－1月21日   | 布志綸                                                                | 孫曉賢                                                              | 雷深如、陳安立                                                                        | Terry、Natasha、Noel                                          | 黃雅慧（咖喱）、吳欣諺（Yanis）   | 1.4點        |
| 253－257                                              | 1月24日－1月28日   | 趙頌茹                                                                | 黃淑蔓                                                              | 徐㴓喬、陳漢娜                                                                        | 東尼                                                          | 黃詠霖（阿蛋）、盧芷韻（Kinki）   | 1.4點        |
| 258－262                                              | 1月31日－2月4日    | 劉蘊晴（Rachel）、馬檇鏗（Roberto）                                   | 七仙羽、葉巧琳                                                      | 李明憲、龔柯允                                                                        | 不適用                                                        | 不適用                            | 1.6點        |
| 263－267                                              | 2月7日－2月11日    | ToNick                                                                | 吳林峰                                                              | 鄧月平、余逸思                                                                        | 阮文泰（專家Dickson）、林凱琪（Kneta）                        | 廖雪蕎（Liu哥）、郭東彩（東東）   | 1.6點        |
| 268－272                                              | 2月14日－2月18日   | 張紋嘉                                                                | 譚杏藍（小花）、戴鎧霖（JD）                                        | 凌文龍、陳湛文                                                                        | 盧熾剛（Cuson Lo）                                            | 吳倩怡（Sinnie）、劉綺婷（Yanny） | 1.4點        |
| 273－276                                              | 2月21日－2月25日   | 張右雨、鍾卓桁（Anson）、張迪文（Jayden）                             | 林欣彤                                                              | 暫停播映                                                                              | Anton、Tim                                                    | 林暐翹、何榛綦                    | 1.3點        |
| 277－281                                              | 2月28日－3月4日    | 葉巧琳、張進翹                                                        | 張惠雅                                                              | 岑珈其                                                                                | 路邊攤、文地貓                                                | 周卓盈（阿Mic）、許寶恆（Alice）  | 1.4點        |
| 282－286                                              | 3月7日－3月11日    | 雷有輝、雷瑋陶                                                        | 陳柏宇                                                              | 潘杰寧、盤菜瑩子                                                                      | 賴維茵、黎廣業（黑豬sir）                                     | 黃斯琪（CK）、趙展彤（VAL）       | 1.5點        |
| 287－291                                              | 3月14日－3月18日   | 顧定軒、戴晉揚                                                        | 黃妍                                                                | 周雅霏                                                                                | Emi Wong                                                      | 楊安妮（Win Win）                 | 1.3點        |
| 292－296                                              | 3月21日－3月25日   | 享樂團                                                                | 陳凱詠                                                              | 談善言                                                                                | Bowie Chan                                                    | 余嘉熙（Karen）、羅安娜（Ana）    | 1.3點        |
| 297－301                                              | 3月28日－4月1日    | 阿檸                                                                  | 艾粒                                                                | 駱振偉、練美娟                                                                        | 凱琪、海藍                                                    | 不適用                            | 1.6點        |

1. ↑  該環節於電視播出時，台徽會消失並重新出現，即代表ViuTV將《囝囝女女730》及《3分鐘熱度》視為兩個節目
2. ↑  為客席主持（第227、228集）
3. ↑  為客席主持（第228集）
4. ↑  為客席主持（第179、189、194、199集）
5. ↑  代班主持（第266、271、275集）
6. ↑  主持：強尼、岑日珈、楊樂文、王智德、陳瑞輝、邱傲然
7. ↑  主持：強尼、沈殷怡、岑日珈、楊樂文、邱傲然、黃正宜
8. ↑  因直播《財政預算案論壇》，本節目暫停播映
9. ↑  李靜蓮由該集起改用新名字李炘頤。
10. ↑  該集為《Chill Club 推介榜年度推介20/21》幕後花絮，以「730特別企劃：Chill Club 盛典 Extra」作主題，由該集造星囝女主持。
11. ↑  該集主題為「ERROR vs 膠戰家族」，由ERROR及《膠戰》主持（包括固定主持黃正宜）進行遊戲對決，因此該集並無任何「造星囝女」參與。
12. ↑  因直播《施政論壇》，本節目暫停播映

## 記事
- 2021年1月17日，ViuTV為該節目舉行記者會，所有主持及造星囝女陳葦璇、雲浩影、葉巧琳、李靜蓮、張凱娸、張右雨、潘緻慧、趙祥誠、鄺旨呈、陳毅燊、劉瑞祈、張進翹、黃劍文、陳澤言、鍾諾言、羅振峰出席。[47]

## 節目調動

### 首播節目調動
- 2021年2月24日：由於19:30-20:30直播《財政預算案論壇》，當日本節目暫停播映。
- 2021年5月12日至14日：由於19:55-20:00直播《ViuTV 5周年電視賞大抽獎》，當日本節目提早至19:55結束，而《3分鐘熱度》環節亦改在《ViuTV 5周年電視賞大抽獎》內播出。
- 2021年7月5日至8日、12日至15日：由於19:55-20:00播出《空間的故事》，當日本節目提早至19:55結束。
- 2021年7月23日：由於18:00-22:55直播2020東京奧運節目《奧運有得揀－開幕禮》，當日本節目暫停播映。
- 2021年7月26日至8月6日：由於18:30-22:00直播2020東京奧運節目《奧運有得揀》，當日本節目暫停播映。
- 2021年10月6日：由於19:00-20:00直播《施政論壇2021》，當日本節目暫停播映，而10月7日的下午重播時段則改為重播於10月5日播出的《今餐有料到》第81集。
- 2021年10月15日：由於19:55-20:00播出《心．動》，當日本節目提早至19:55結束。
- 2021年11月15日至19日：由於19:55-20:00播出《全民救腦》，當日本節目提早至19:55結束。
- 2022年2月23日：由於19:30-20:30直播《財政預算案論壇》，當日本節目暫停播映，而2月24日的下午重播時段則改為重播於2月22日播出的《今餐有料到》第180集。

### 重播節目調動
- 2021年2月12日：由於11:00-15:30重播《2020年度叱咤樂壇流行榜頒獎典禮》，當日下午重播時段改為15:30-16:00播出。
- 2021年2月15日：由於13:30-16:00重播《閨蜜2之單挑越南黑幫》，當日暫停下午重播時段。
- 2021年3月22日至4月16日：由於14:30-15:00重播《煮吧！換咗我阿媽 2》及以《ViuTV 5周年Sound Bear推介》名義重播一系列綜藝節目，該段期間本節目暫停下午重播時段。
- 2021年5月19日：由於13:30-15:30重播電影《空手道》，當日下午重播時段改為15:30-16:00播出。
- 2021年6月14日：由於13:30-16:00重播電影《被偷走的那五年》，當日下午重播時段提早至6月12日01:30-02:00播出。
- 2021年7月1日：由於14:00-16:00重播《Chill Club A New Stage》，當日暫停下午重播時段。
- 2021年10月1日：由於13:30-15:45重播電影《我老公唔生性》，當日暫停下午重播時段。
- 2021年10月14日：由於13:30-15:30重播電影《暗戰》，當日下午重播時段改為15:30-16:00播出。
- 2021年12月27日：由於13:30-16:00重播電影《29+1》，當日暫停下午重播時段。
- 2022年1月31日：由於13:30-15:30重播電影《小男人週記3之吾家有喜》，當日下午重播時段改為15:30-16:00播出。
- 2022年2月1日：由於11:00-15:30重播《2021年度叱咤樂壇流行榜頒獎典禮》，當日下午重播時段改為15:30-16:00播出。
- 2022年2月2日：由於14:00-16:00重播《Chill Club The New Vibes》，當日下午重播時段改為13:30-14:00播出。
- 2022年2月3日：由於14:30-16:00重播《力圖打排球》，當日下午重播時段改為13:30-14:00播出。

## 外部連結
- ViuTV：囝囝女女730 （页面存档备份，存于）
- 《囝囝女女730》足本重溫（海外限定）（页面存档备份，存于）

## 電視節目的變遷
| 香港 ViuTV 星期一至五 19:30－20:00 · 2021年2月24日、7月23日至8月6日、10月6日、2022年2月23日 暫停播映 · 2021年5月12日至14日、7月5日至8日、12日至15日、10月15日、11月15日至19日 19:30－19:55 | 香港 ViuTV 星期一至五 19:30－20:00 · 2021年2月24日、7月23日至8月6日、10月6日、2022年2月23日 暫停播映 · 2021年5月12日至14日、7月5日至8日、12日至15日、10月15日、11月15日至19日 19:30－19:55 | 香港 ViuTV 星期一至五 19:30－20:00 · 2021年2月24日、7月23日至8月6日、10月6日、2022年2月23日 暫停播映 · 2021年5月12日至14日、7月5日至8日、12日至15日、10月15日、11月15日至19日 19:30－19:55 |
| --- | --- | --- |
| | 囝囝女女730 （2021年1月18日－2022年4月1日） | |
| 轉機 ON AIR （2020年11月16日－2021年1月15日） | MM730 （2022年4月4日－） | |